# 김슬기 (1989년)
김슬기(金슬기, 1989년 4월 8일 ~ )는 대한민국의 전 축구 선수이며, 포지션은 공격수였다.